# Farol (passe)

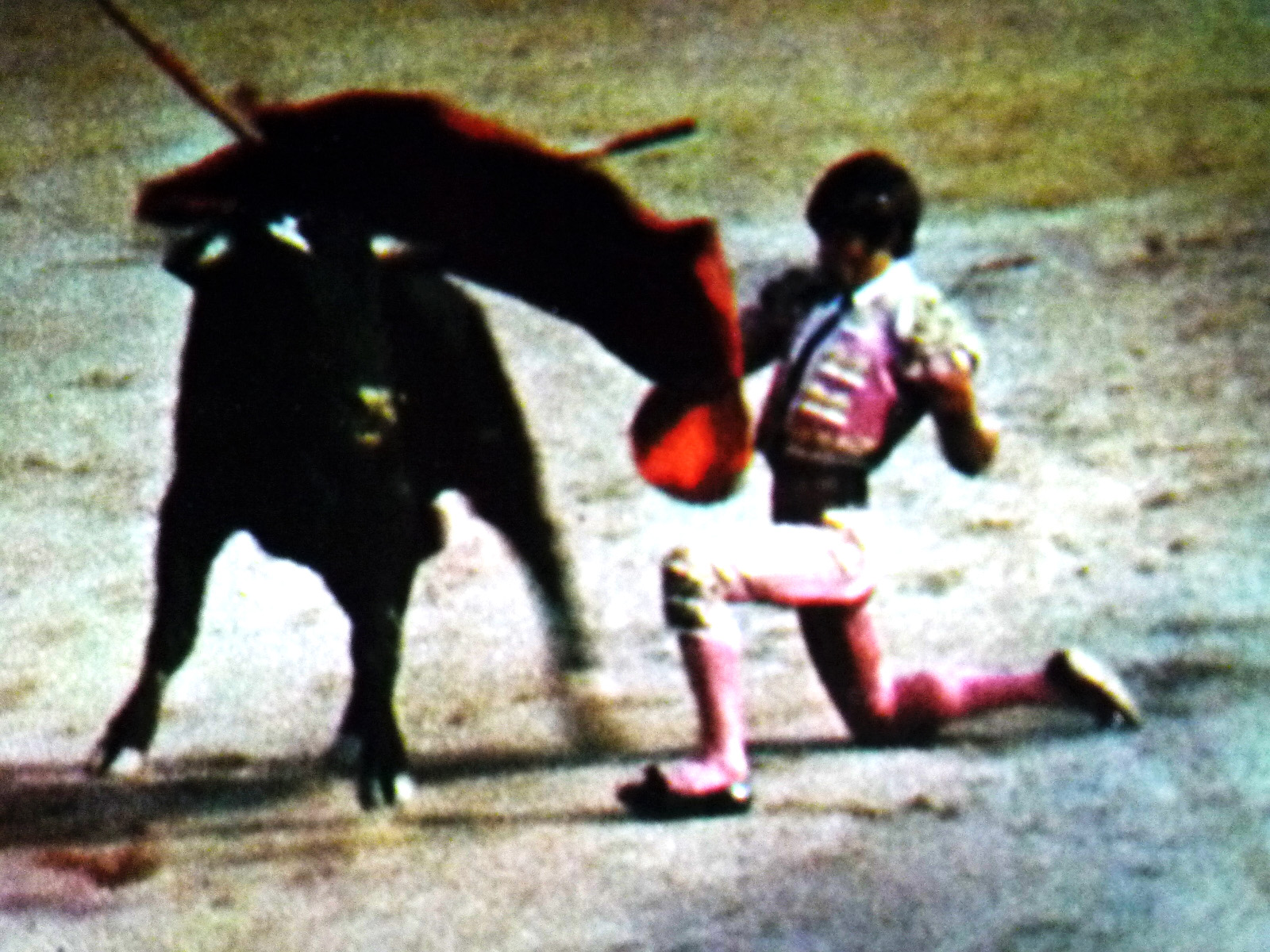
Farol de rodilla de El Cordobés

Dans le monde de la tauromachie, le farol (de l'espagnol lanterne) est une passe de cape que le torero effectue en élevant la cape au-dessus de sa tête. Il peut aussi la faire à genoux, ou avec un seul genoux en terre. Une passe de muleta peut décrire la même figure : on parle alors de passe afarolada.

## Description
La passe commence comme une véronique. Le torero présente l’étoffe de face, et lorsque le taureau passe, il élève la cape sur ses épaules et pivote en sens contraire de la sortie du taureau auquel il tourne le dos avant de se retrouver face à lui. Il enchaîne généralement cette passe avec une gaonera. Cette Suerte n’est pas mentionnée dans La Tauromaquia de Pepe Hillo ; on suppose donc qu’elle est relativement récente. Le premier à l’avoir exécutée serait Manuel Domínguez qui la présenta pour la première fois à Madrid le 13 mai 1855. 
Cette manœuvre très élégante précède souvent un quite, une mariposa ou une série de gaoneras. Elle a été beaucoup pratiquée par Juan Belmonte Campoy, fils de Juan Belmonte. « El Cordobés » en a fait un usage très personnel avec le farol de rodilla (farol agenouillé).